# التشرد في إنجلترا

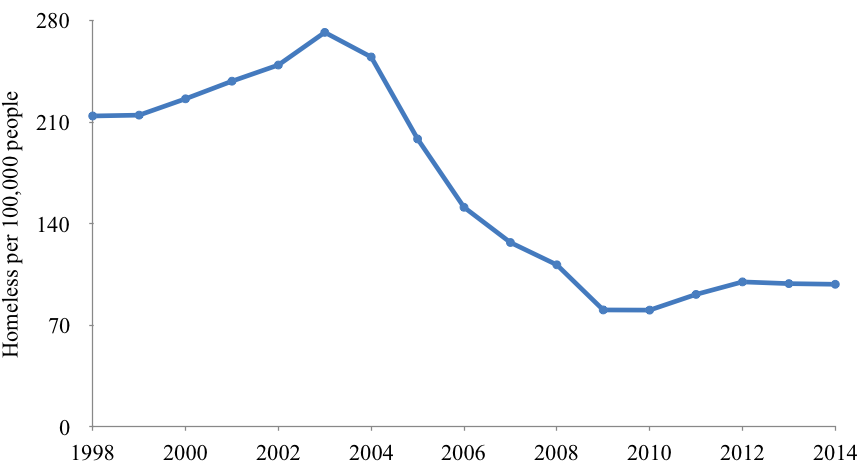
عدد المشردين في إنجلترا لكل 100 ألف مواطن من عام 1998 حتى 2014

على السلطات المحلية في إنجلترا واجبات تجاه المشردين بموجب الجزء السابع من قانون الإسكان لعام 1996 المعدل بموجب قانون التشرد لعام 2002. هناك خمس عقبات يجب على الشخص المشرد التغلب عليها ليصبح مشردًا قانونيًا. يتعين على المجالس تقديم إقامة مؤقتة لمقدم الطلب إذا استوفى فقط الاختبارات الثلاثة الأولى. ومع ذلك، يجب على مقدم الطلب استيفاء الشروط الخمسة جميعها حتى يضطر المجلس لمنحه «تفضيلًا معقولًا» في سجل الإسكان الاجتماعي. حتى إذا اجتاز الشخص هذه الاختبارات الخمسة، فإن المجالس لديها القدرة على استخدام القطاع الخاص المستأجر لإنهاء واجبها تجاه الشخص المتشرد.
الاختبارات الخمسة هي:
- هل مقدم الطلب مشرد أو مهدد بالتشرد؟
- هل مقدم الطلب مؤهل للحصول على المساعدة؟
- هل حاجة مقدم الطلب ذات أولوية؟
- هل مقدم الطلب مشرد عمدًا؟
- هل لدى مقدم الطلب ارتباط محلي؟

بلغ العدد السنوي للأسر المشردة في إنجلترا ذروته في 2003-2004 عند 135,420، قبل أن ينخفض إلى 40,020 في 2009-2010. كان هناك 54,430 أسرة مشردة في 2014- 2015، وهذا العدد أقل بنسبة 60% من ذروة 2003-2004. ومع ذلك، قدّرت مؤسسة شلتر الخيرية للإسكان في إنجلترا أن عدد المشردين بلغ أكثر من 250,000 شخص؛ أحصت شلتر العدد باستخدام أربع مجموعات من المصادر الرسمية: إحصاءات عن الأشخاص الذين ينامون في العراء، وإحصاءات عن أولئك الذين يقيمون في سكن مؤقت، وعدد الأشخاص الذين يقيمون في النُزْل، وعدد الأشخاص الذين ينتظرون إيواءهم من قبل إدارات الخدمات الاجتماعية التابعة للمجلس.
بلغ متوسط الأشخاص الذي ينامون في العراء كل ليلة 498 شخصًا في إنجلترا بحسب تقديرات عام 2007، من بينهم 248 شخصًا في لندن. لكن يقال إن أعداد النائمين في العراء ارتفع في السنوات الأخيرة وتضاعف منذ عام 2010، وكان الرقم المبلغ عنه لعام 2015 هو 3,569 شخصًا ينامون في العراء في إنجلترا في ليلة واحدة، بزيادة 102%عن عام 2010.
بالنظر إلى تكاليف توفير إقامة مؤقتة ومحدودية المساكن الاجتماعية في المملكة المتحدة، انتقدت بعض المجالس لمحاولتها الالتفاف على واجباتها بموجب القانون، وهي عملية أُطلق عليها «حراسة البوابة». يشمل مصطلح «التشرد غير القانوني» الأشخاص الذين تعتبرهم السلطات المحلية غير مؤهلين للحصول على المساعدة، وليسوا في حاجة ذات أولوية أو «مشردين عمدًا».
ارتفع عدد الأسر في المساكن المؤقتة من 35,850 في عام 2011 إلى 54,280 في أوائل عام 2017. جزء من السبب هو أن الناس خسروا الإيجارات الخاصة، وعندما بدأ تخفيض إعانات الإسكان، أبقت شلتر على زيادة كبيرة منذ عام 2011. إن ثلاثة أرباع المشردين تقريبًا هم من أسر وحيدة الوالد. أصبحت أقل من 30,000 عائلة من الأسر وحيدة الوالد مشردةً في عام 2017، وارتفع هذا بنسبة 8% عن السنوات الخمس السابقة. إن دخلهم المحدود يجعل من الصعب عليهم التعامل مع ارتفاع تكاليف المعيشة، والإيجارات المرتفعة، وتخفيضات الإعانات. ارتفع عدد الأسر في المساكن المؤقتة بنحو الثلثين منذ عام 2010، ووصل إلى 78,930. تتعرض أمهات الأسر وحيدة الوالد بشكل خاص لخطر التشرد. وفقًا لشلتر، أصبحت واحدة من 55 أسرة وحيدة الوالد مشردة في عامي 2017-2018، و92% من 26,610 حالات تعولها الأم. 

## أسباب التشرد
أصدر مكتب وكيل نائب التشرد في 2007/2008 جدولًا أظهر بعض الأسباب المباشرة للتشرد في إنجلترا. لم تكن هذه الأسباب أساسية إلا قبل ظهور التشرد. وردت في تقرير الوزير لعام 2007/2008 هذه الأسباب على النحو الآتي:
- 37% - لم يعد الوالدان أو العائلة أو الأصدقاء راغبين أو قادرين على التلاؤم.
- 20% - فقدان السكن الخاص، بما في ذلك السكن المقيد.
- 19% - انهيار العلاقة مع الشريك.
- 4% - متأخرات الرهن العقاري.
- 2% - متأخرات الإيجار.
- 18% - أسباب أخرى.

بُحثت الأسباب طويلة الأمد للتشرد في إنجلترا من خلال عدد من الدراسات البحثية. تشير هذه الدراسات إلى أن العوامل الشخصية (مثل الإدمان) والعوامل البنيوية (مثل الفقر) مسؤولة عن التشرد. حُددت المسارات المختلفة للتشرد. هناك عوامل إضافية لأسباب التشرد بين الشباب، وأبرزها الحاجة إلى مواجهة مسؤوليات العيش المستقل قبل أن يكونوا مستعدين لها.
ذكر تقرير مراقبة التشرد في إنجلترا لعام 2016 أن معظم الزيادة في التشرد القانوني على مدى السنوات الخمس السابقة تُعزى إلى ارتفاع حاد في أعداد الأشخاص الذين أصبحوا بلا مأوى من القطاع الخاص المؤجر، إذ ارتفعت جميع خسائر قبول التشرد القانوني للإيجار الخاص من 11% في 2009-2010 إلى 29% في 2014-2015 (من 4,600 إلى 16,000). يخلص هذا التقرير إلى أن «التشرد ازداد سوءًا إلى حد كبير» خلال السنوات الخمس للحكومة الائتلافية (2010-2015)، ويضيف: «طغت على الخدمات العواقب الوخيمة للقرارات الوزارية الأوسع، لا سيما ما يتعلق بإصلاح الرعاية الاجتماعية» (راجع الملخص التنفيذي).

## معاملة الحكومة للمشردين

### اختبارات التشرد القانونية
يقع على عاتق جميع السلطات المحلية في إنجلترا واجب قانوني لتقديم المشورة على مدار 24 ساعة للمشردين، أو لأولئك المعرضين لخطر التشرد في غضون 28 يومًا.
يجب أن تقبل السلطة المحلية طلب المساعدة من شخص يلتمس مساعدة التشرد إن كان لديهم سبب للاعتقاد أن هذا الشخص قد يكون مشردًا أو مهددًا بالتشرد. من الواجب عليهم بعد ذلك أن يجروا تحقيقات في ظروف ذلك الشخص بغية البت في ما إذا كان الواجب القانوني بتوفير السكن والمساعدة مستحق. يجب توفير «الإقامة المؤقتة» لأولئك الذين قد يكونون مؤهلين للحصول على مساعدة دائمة ريثما يتخذ القرار النهائي. إذا قررت السلطة المحلية أن الشخص مشرد ولكنه لا يندرج في فئة الاحتياجات ذات الأولوية، يكون واجبهم تجاهه أقل ولا يشمل توفير السكن المؤقت. إذا قررت السلطة أن الشخص مشرد، ومن فئة الاحتياجات ذات الأولوية، ولكنه أصبح مشردًا عمدًا، فيجب على السلطة أن تضمن أن تكون الإقامة متاحةً لفترة من الزمن، ما يمنح الشخص وقتًا مناسبًا للعثور على إقامة طويلة الأمد، والتي قد تشمل توفير إقامة مؤقتة. تلتزم السلطة المحلية في جميع الحالات المذكورة أعلاه تقديمَ المشورة والمساعدة بموجب القانون.
إذا كان مقدم الطلب مؤهلًا بموجب المعايير الخمسة (عدم أهليته للسكن، مثل الشخص الخاضع لمراقبة الهجرة؛ وأن يكون مشردًا قانونًا أو مهددًا بالتشرد؛ وله «حاجة ذات أولوية»؛ وليس مشردًا عمدًا؛ وله ارتباط محلي)، فعلى السلطة المحلية واجب قانوني لتوفير المسكن لمقدم الطلب، ولمن يعيشون معه، ولأي الشخص من المنطقي أن يقيم معه. غير أنه إذا لم يكن لمقدم الطلب ارتباط محلي بمنطقة السلطة، تجوز عندئذ إحالته إلى سلطة محلية أخرى يكون له ارتباط محلي بها (ما لم يكن محتملًا أن يعاني مقدم الطلب العنف أو التهديد بالعنف في تلك المنطقة الأخرى).